# Mahébrilvogel
De mahébrilvogel (Zosterops modestus) is een zangvogel uit de familie Zosteropidae (brilvogels). Het is een kwetsbaar endemische vogelsoort op de  Seychellen, een archipel bij Afrika ten noorden van Madagaskar in de Indische Oceaan.

## Kenmerken
De vogel is 10 cm lang. Het is een typische brilvogel, van boven dof olijfgroen tot grijs en lichtgrijs van onder met een relatief smalle witte oogring en een kleine, spitse snavel.

## Verspreiding en leefgebied
In 1996 dacht men dat er alleen nog op het eiland  Mahé enkele tientallen vogels aanwezig waren. Een jaar later werd op een klein eilandje (Conception, 60 ha) twee kilometer ten westen van Mahé een populatie van honderden vogels ontdekt. Daarna werden tientallen vogels gevangen en geherintroduceerd op de eilanden North Island en Cousine. Al deze populaties werden in aantal gevolgd. In 2013 werd de totale populatie geschat op 500 tot 600 individuen. Tussen de verschillende populaties zijn kleine verschillen in habitatgebruik. Op Mahé is een voorkeur voor door de mens beïnvloede landschappen rond boerderijen en dorpen en op Conception hebben de vogels eerder een voorkeur voor natuurlijk bos met vruchtdragende bomen.

## Status
Als typische eiland-endeem heeft deze brilvogel een beperkt verspreidingsgebied en daardoor is de kans op uitsterven aanwezig. De grootte van de populatie werd in 2016 door BirdLife International geschat op 250 tot 999 individuen. De populaties zijn waarschijnlijk in aantal stabiel. Potentiële dreigingen voor deze soort zijn: het sterk versnipperde karakter van de populatie, de kap van grote bomen en ingevoerde invasieve planten en dieren waaronder ratten en de treurmaina die het broedsucces ongunstig kunnen beïnvloeden. Dat is waarom de soort als kwetsbaar staat op de Rode Lijst van de IUCN.